# Art Rooney
Arthur (Art) Joseph Rooney Sr ook wel "The Chief" genoemd (27 januari 1901 - 25 augustus 1988) was de Amerikaanse oprichter van de Pittsburgh Steelers, een team uit de American Football Conference van de National Football League.
Hij kwam in aanraking met de NFL toen hij in 1933, na een reis naar Santa Race Cource in New York $ 2.500 won.
Later zou hij dit geld gebruiken als betaling aan de NFL om een team op te zetten in de stad Pittsburgh, Pennsylvania, die hij de Pittsburgh Pirates noemde (de Pirates was ook de naam van een MLB team dat hij als kind fan van was).
Sinds de oprichting van de NFL in 1920 wilden zij al een team in Pittsburgh, omdat de stad al een lange geschiedenis had met American football, ook door de populariteit van het team van de Pittsburgh Panthers, die in die tijd een grote kanshebber was voor het NCAA kampioenschap.